# Alexander Parkes
Alexander Parkes (ur. 29 grudnia 1813 w Birmingham, zm. 29 czerwca 1890 w Dulwich) – brytyjski metalurg oraz wynalazca. Stworzył celuloid, pierwsze tworzywo sztuczne uzyskane przez człowieka.

## Życiorys
Syn wytwórcy mosiężnych kłódek. Terminował w zakładzie Messenger and Sons zajmujących się produkcją wyrobów z mosiądzu w Birmingham, a następnie rozpoczął pracę w firmie braci George i Henry’ego Elkingtonów, którzy opatentowali proces elektroplaterowania. Parkes pracował tam w oddziale odlewniczym, a jego uwaga wkrótce skupiła się na procesie elektrycznego platerowania. Pierwszy patent o numerze 8905 uzyskany w 1841 roku dotyczył metody elektroplaterowania delikatnych dzieł sztuki. Jej ulepszona metoda pokrywania kruchych i delikatnych przedmiotów, takich jak kwiaty została opatentowana w 1843 roku. Patent zawierał opis elektroplaterowania obiektów, uprzednio zanurzonych w roztworze fosforu, w dwusiarczku węgla, a następnie zanurzania ich w roztworze azotanu srebra. Platerowaną srebrem pajęczynę, uzyskaną za pomocą tej metody, zaprezentowano księciu Albertowi podczas wizyty w zakładzie Elkingtonów w 1844 roku.
Parkes posiadał 66 patentów na procesy i produkty głównie związane z elektroplaterowaniem oraz uzyskiwaniem tworzyw sztucznych.
- W 1846 roku opatentował proces zimnej wulkanizacji gumy, nazywany przez Thomasa Hancocka „jednym z najbardziej wartościowych i niezwyczajnych odkryć wieku”[2].

- Jako jednemu z pierwszych chemików, udało mu się dodać niewielkie ilości fosforu do metali i stopów – stworzył brąz fosforowy (patent 12325 z roku 1848, uzyskany wspólnie ze swoim bratem Henrym Parkesem)[potrzebny przypis]

- W 1850 roku odkrył i opatentował proces Parkesa, który służy do ekonomicznego odseparowywania srebra od ołowiu. Uzyskał patent także na udoskonalenia procesu w roku 1851 i 1852[3].

- W 1856 roku, opatentował Parkesine – pierwszy termoplastyczny materiał – celuloid oparty na nitrocelulozie potraktowanej różnymi domieszkami[4]. Ten materiał, zaprezentowany w 1862 roku na międzynarodowej wystawie w Londynie, był prekursorem wielu nowoczesnych, estetycznych i użytkowych zastosowań tworzyw sztucznych.

- Materiał Parkesa został wytworzony wkrótce potem jako ulepszona forma ksylonitu przez jego współpracownika Daniela Spilla, który wniósł pozew sądowy o patent przeciwko John Wesley Hyatt, wynalazcy celuloidu z USA. W 1870 roku sąd jednak orzekł, że to Parkes jest właściwym odkrywcą z uwagi na jego wcześniejsze eksperymenty.

## Życie prywatne
Alexander Parkes urodził się przy ulicy Suffolk w Birmingham. Był czwartym synem Jamesa Mearsa Parkesa oraz jego żony Kerenhappuch Childs. Parkes był dwukrotnie żonaty. Z pierwszego małżeństwa z Jane Henshall Moore (1817–50), miał czterech synów i dwie córki (krykiecista Howard Parkes był jego wnukiem), zaś z drugiego małżeństwa z Mary Ann Roderick (1835–1919), czterech synów i siedem córek. Z najstarszym z synów z drugiego małżeństwa, Alexandrem Parkesem jr., prezentował wiele oryginalnych zastosowań parkesiny w Muzeum Nauki w Londynie w 1937.
Młodszy brat Parkesa – Henry (1824–1909), z zawodu chemik, ożenił się z Fanny Roderick (1837–97), siostrą drugiej żony Alexandra. Asystował mu w eksperymentach, ich współpraca trwała ponad 50 lat.